# Vladan Đorđević

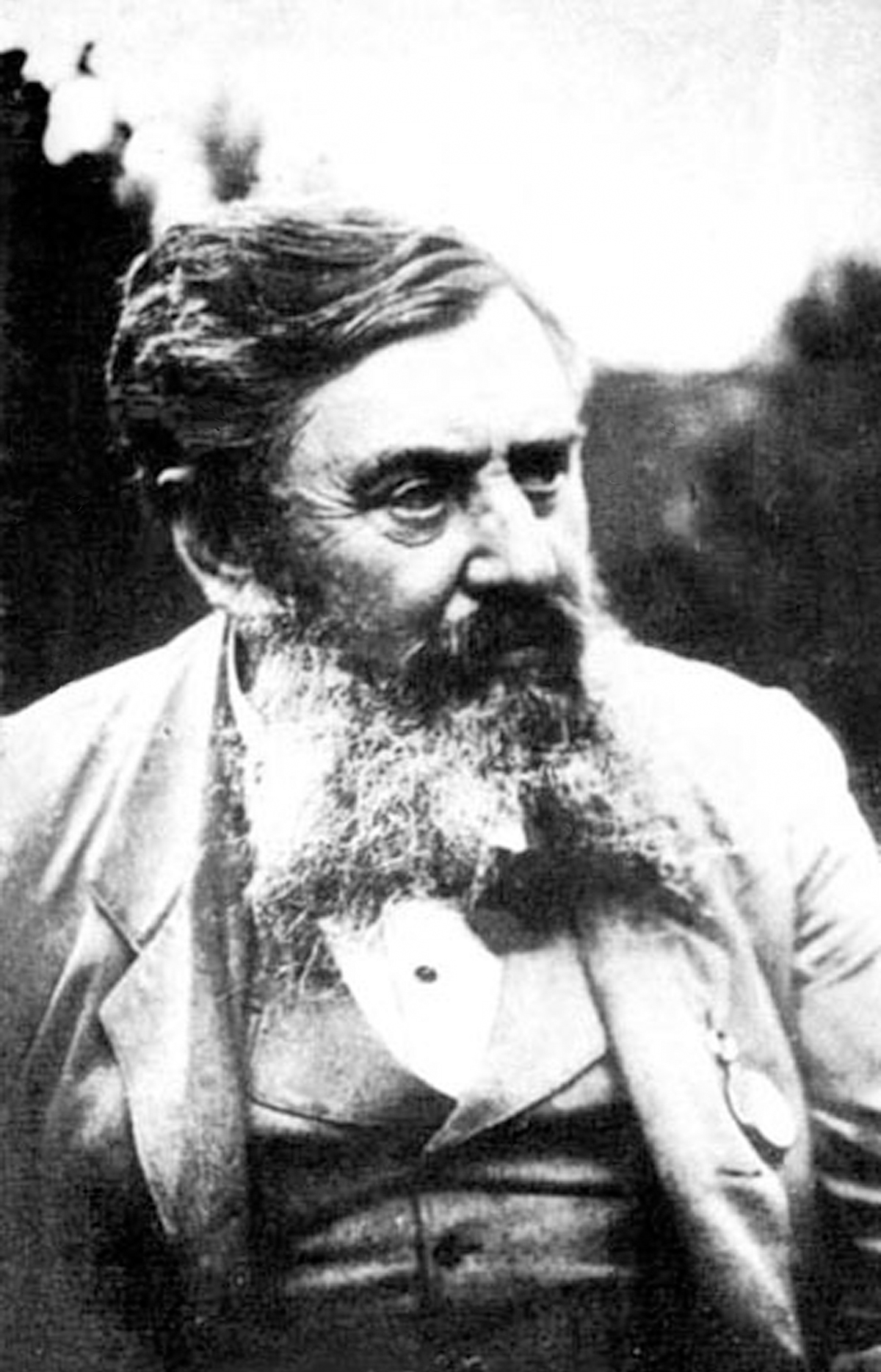
Vladan Đorđević 1906

Vladan Đorđević (serbisch-kyrillisch Владан Ђорђевић; * 21. Novemberjul. / 3. Dezember 1844greg. in Belgrad; † 18. August 1930 in Baden bei Wien) war ein serbischer Mediziner, Autor und Politiker. 1897–1900 war er Ministerpräsident seines Landes.

## Leben
Vladan Đorđević hatte väterlicherseits serbische und mütterlicherseits zinzarische Vorfahren. Er wuchs in Belgrad auf, wo er auch das Gymnasium besuchte. Bereits als Schüler engagierte er sich in der Ujedinjena Omladina Srpska (dt. Vereinigung der serbischen Jugend), einem nationalen Verein, dessen wichtigstes Ziel die Vereinigung aller Serben in einem Staat war. Seit 1864 studierte er an der Wiener Universität Medizin, wo er 1869 promovierte und sich in den folgenden zwei Jahren zum Chirurgen weiterbildete.
1871 nach Serbien zurückgekehrt wurde Đorđević Militärarzt und Chef der chirurgischen Abteilung im Belgrader Militärspital. Ein Jahr darauf gründete er den Verband Serbischer Ärzte (serb. Srpsko lekarsko društvo), 1873 wurde er Leibarzt des Fürsten Milan Obrenović und seit 1874 gab er die medizinische Fachzeitschrift Srpski arhiv za celokupno lekarstvo heraus. 1876 gehörte er zu den Mitbegründern des serbischen Roten Kreuzes. 1876–1878 nahm Đorđević als hoher Sanitätsoffizier am Krieg gegen das Osmanische Reich teil. Seit 1877 war er Oberkommandierender des gesamten Sanitätswesens der serbischen Armee. In dieser Funktion leitete Đorđević nach dem Krieg weitgehende Reformen der medizinischen Versorgung im Heer ein. 1885/86 nahm er am Serbisch-Bulgarischen Krieg teil. Seit 1888 war er korrespondierendes, seit 1892 ordentliches Mitglied der Serbischen Akademie der Wissenschaften.
Anfang der 1880er Jahre begann die politische Karriere Vladan Đorđevićs. Er schloss sich der neu gegründeten Progressiven Partei (serb. Srpska napredna stranka) an, die ihre Basis vor allem im Bürgertum der wenigen größeren Städte Serbiens hatte. 1884 wurde Đorđević Bürgermeister Belgrads, 1888 trat er als Minister in die Regierung von Nikola Hristić ein, in der er für Bildung und Wirtschaft zuständig war. Nach Ablösung des Kabinetts Hristić wurde er 1891 serbischer Botschafter in Athen und von 1894 an vertrat er sein Land bei der Hohen Pforte in Konstantinopel, wo er die Einsetzung eines serbischen Bischofs in Ohrid erlangen konnte.
Im Oktober 1897 wurde Vladan Đorđević zum Ministerpräsidenten ernannt. Gleichzeitig versah er das Amt des Außenministers. Seine Ernennung verdankte er dem Einfluss Milan Obrenovićs, der 1889 zu Gunsten seines Sohnes Aleksandar abgedankt hatte, nach seiner Rückkehr aus dem Exil (1893) aber wieder viel Einfluss auf seinen Sohn hatte. Während Đorđevićs Regierung wurde Milan Obrenović Oberbefehlshaber der Armee und führte eine umfangreiche Heeresreform durch. Die innenpolitischen Kämpfe zwischen der Radikalen und der Liberalen Partei sowie den Anhängern und Gegnern der Obrenovići konnte Đorđević nur vorübergehend eindämmen, gleichwohl entwickelte sich die serbische Wirtschaft unter seiner Regierung gut.
Außenpolitisch bemerkenswert war der Konflikt mit Montenegro, war doch dieser Kleinstaat bisher immer eng mit Serbien verbündet gewesen. Zum einen spielte die Konkurrenz bei den Ansprüchen auf die Reste der europäischen Türkei eine Rolle, denn Montenegro stand einem serbischen Zugang zur Adria im Wege. Zum anderen wollte Milan Obrenović den Einfluss des unter allen Südslawen, vor allem aber bei den Serben sehr populären Fürsten Nikola Petrović-Njegoš eindämmen. Der ehemalige König und Ministerpräsident Đorđević starteten eine Kampagne gegen Nikola und seine Familie und unterstützten im Geheimen die montenegrinische Opposition gegen den absolutistisch regierenden Fürsten. Nikola wiederum konspirierte mit der serbischen radikalen Opposition um Nikola Pašić, gegen Đorđević und die regierende Dynastie, deren Sturz die Radikalen 1903 dann mit herbeigeführt haben.
Đorđević musste im Juli 1900 wegen der innenpolitischen Krise, die durch die Heirat des Königs Aleksandar mit Draga Mašin entstanden war, zurücktreten. Danach zog sich er aus der aktiven Politik zurück. Während der österreichischen Besatzung Serbiens im Ersten Weltkrieg war Đorđević 1915 bis 1918 interniert, weil er während der Bosnischen Annexionskrise prorussische Artikel veröffentlicht hatte.

## Publizistische Tätigkeit
Vladan Đorđević war seit seiner Rückkehr aus Wien 1871 publizistisch aktiv und hat sich dabei auf ganz verschiedenen Gebieten versucht. So veröffentlichte er wissenschaftliche Arbeiten zu seinem medizinischen Fachgebiet, er verfasste historische und politische Schriften und gab von 1875 bis 1892 die Zeitschrift Otadžbina (dt. Vaterland) heraus. 1906 wurde Đorđević zu sechs Monaten Haft verurteilt, weil er in seinem Buch Kraj jedne dinastije (dt. Fall einer Dynastie) – es ging darin um die Ermordung König Aleksandrs – Staatsgeheimnisse verraten habe. Abgesehen von diesem Werk wurde Đorđević über die Grenzen Serbiens hinaus durch sein rassistisches albanerfeindliches Pamphlet „Die Albanesen und die Großmächte“ bekannt, das er 1913 in deutscher Sprache drucken ließ und das als Kampfschrift gegen die Gründung des albanischen Staates gedacht war. Darin charakterisiert er die Albaner wie folgt:
Der arnautische Typus ist mager und klein, in ihm ist etwas Zigeunerhaftes, Phönizisches. Nicht bloß an die Phönizier erinnern die Albanesen, sondern auch an die Urmenschen, welche auf den Bäumen schliefen, an denen sie sich mit ihren Schweifen festhielten. Durch die späteren Jahrtausende, in denen der menschliche Schweif nicht mehr gebraucht wurde, verkümmerte derselbe so, daß die heutigen Menschen bloß eine kleine Spur davon in den Knöchelchen des Steißbeines besitzen. Bloß unter den Albanesen scheint es noch geschwänzte Menschen im XIX. Jahrhundert gegeben zu haben.

### Werke
- Istorija srpskog vojnog saniteta. 4 Bde. (1879–86)
- Das Ende der Obrenovitch. Beiträge zur Geschichte Serbiens 1897–1900.
- Kraj jedne dinastije. 3 Bde. (1905–1906)
- Srpsko-turski rat. 2 Bde. (1907)
- Die serbische Frage. (1909)
- Die Albanesen und die Großmächte. (1913)
- Car Dušan. Historischer Roman, 3. Bde.(1919–1920)
- Srbija i Grčka 1891–1893. Prilog za istoriju Srpske diplomacije pri kraju 19. veka. (1923)
- Crna Gora i Austrija 1814–1894. (1924)
- Uspomene. (1927)